# 善行院 (京都市)
善行院（ぜんぎょういん）は、京都府京都市上京区にある、日蓮宗の寺院。山号は日洋山。日蓮宗大本山妙顕寺の塔頭寺院。洛陽十二支妙見霊場の一つ、唯一天拜の妙見大菩薩を祀る。洛陽十二支妙見めぐりでは最初の子年、西陣の妙見宮として知られる。

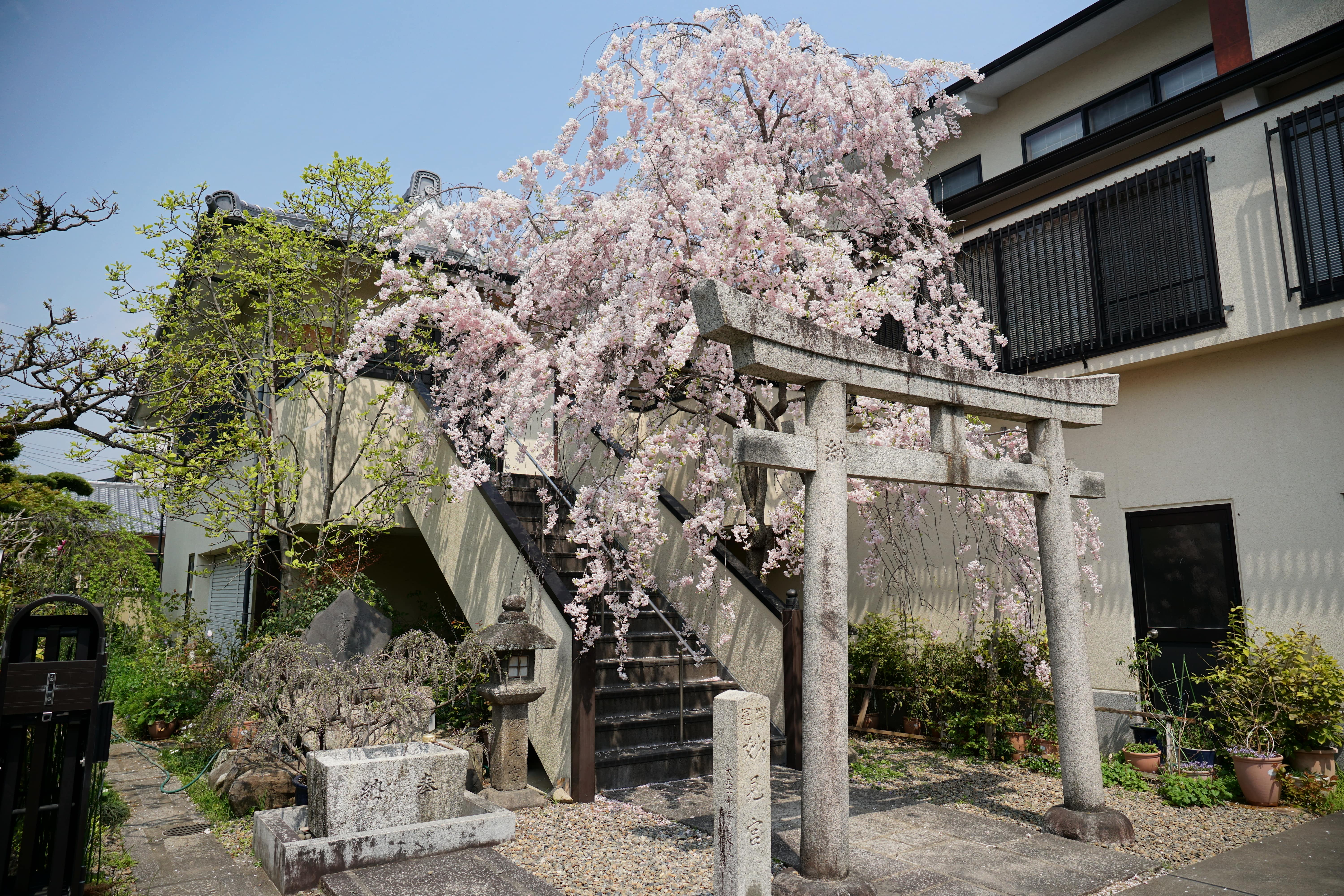
洛陽十二支妙見　西陣の妙見宮

## 歴史
1466年（文正元年）に恵眼院日富上人によって開山された。
第111代後西天皇（1638年-1685年）が皇居清涼殿にて国家安穏を祈念した妙見大菩薩が祀られている。後西天皇がある日、「法華経によってこの妙見大菩薩を祭祀せよ」という霊夢をみたことにより、妙顕寺に移された。1830年（文政13年）に第二十八世日謙上人が妙見堂を建立して以後、善行院にて祀られることとなった。
1861年(文久元年)には洛陽二十八宿妙見の十二番札所として栄え、天拜の妙見様として近隣の信仰を集めた。
廃仏毀釈により、一時衰退するも1986年（昭和61年）の洛陽十二支妙見復興に伴い、十二支最初の「子」年の妙見宮として再興された。